# イリヤ・ムーシン
イリヤ・アレクサンドロヴィチ・ムーシン（ロシア語: Илья Александрович Мусин；ラテン文字表記：Ilya Aleksandrovich Musin､1904年1月6日（当時ロシアで用いられていたユリウス暦では1903年12月24日）コストロマ - 1999年6月6日、サンクトペテルブルク）は、ロシアの音楽教育者、クラシック音楽の指揮者。

## 経歴
1904年、ロシア帝国コストロマに生まれた。1919年にサンクトペテルブルク音楽院に入学し、最初はピアニストとしてニコライ・ダバソフ(ロシア語: Николай Александрович・Дубасов)とサマリー・サフシスキー(ロシア語: Самарий Ильич・Савшинский)の下で学んだ。1925年からは指揮法を伝説的な巨匠であるニコライ・マルコとアレクサンドル・ガウクについて学んだ。
1934年、レニングラート・フィルハーモニー交響楽団でフリッツ・シュティードリーの副指揮者となった。その後ソビエト連邦政府の指示によりミンスクに移り、ベラルーシ国立管弦楽団を指導した。
第二次世界大戦中
戦時中にはタシュケントに疎開し、1942年6月22日に同地でショスタコーヴィチの交響曲第7番を演奏した。これはクイビシェフ（現サマーラ）でのサムイル・サモスードの指揮による初演に続く、同曲の二度目の演奏だった。
教育活動の道へ
しかしムーシンの指揮者としての経歴は必ずしも華々しいものではなかった。彼は本質的には教育者であった。彼は指揮法の詳細な体系、指揮法の「科学」とでもいうべきものを究明しようとした。その試みと考察は、1967年に発表した『指揮法の技術』(ロシア語: Техника дирижирования) に総括されている。ムーシンは自身が打ち立てた体系の基本原則を次のように公式化した。
```
指揮者は自らのジェスチャーによって音楽を表現しなくてはならない。指揮には音楽に生き生きとした豊かな表情を与えることと、アンサンブルの技術的な側面との二つの要素がある。これらは互いに弁証法的に対立する関係にあり、指揮者は両者を融合させる方策を見出さなければならない。
```

1932年にはすでにレニングラート音楽院で教育活動を始めており、教育者としての経歴は60年以上にもわたった。教え子には次のような著名な指揮者がいる。
- コンスタンチン・シメオノフ
- オディッセイ・ディミトリアディ
- アルノリト・カッツ
- ヴラディスラフ・チェルヌシェンコ
- ユーリ・テミルカーノフ
- ヴァシリー・シナイスキー
- ヴィクトル・フェドートフ
- レオニート・シュリマン
- アンドレイ・チスチャコフ
- ルドルフ・バルシャイ
- ラヴィル・マルティノフ
- ヴァレリー・ゲルギエフ
- エマニュエル・ルデュック＝バロム
- ショーン・エドワーズ
- エンニオ・ニコトゥラ
- セミヨン・ビシュコフ
- トゥガン・ソヒエフ
- ミハイル・スニトコ
- ワシーリー・ペトレンコ

彼の教育体系は世代を越えて、直接の弟子から若い指揮者へと受け継がれている。なお、彼自身の指揮者のキャリアも長く、94歳まで演奏会で指揮をした。
来日公演
1998年に来日し、京都市交響楽団を指揮した。既に高齢であったムーシンは演奏できるかどうか直前まで確定していなかったが、当日には元気な姿で演奏した。ムーシンはその翌年に死去したため、生涯で唯一の来日演奏会となった。
1999年、サンクトペテルブルクにて死去。

## 受賞・栄典
- ベラルーシ功労芸術家（1939年）
- ウズベキスタン芸術功労者
- ロシア人民芸術家（1983年）
- 労働赤旗勲章（1987年）

## 評価
指揮法の理論家としてフィンランドのヨルマ・パヌラ、オーストリアのハンス・スワロフスキーやカール・エスターライヒャー、イタリアのフランコ・フェラーラ、日本の斎藤秀雄と並ぶ卓越した存在であり、「サンクトペテルブルク指揮楽派」「レニングラード指揮楽派」の創始者である。

## 著書
- Мусин И., Техника дирижирования, Л: Музыка, 1967[4]. (『指揮の技術』ムジカ社、レニングラード、1967年)プーシキン財団(DEAN-ADNAM)による1995年第二版あり。
- Мусин И., О воспитании дирижера: Очерки, Л: Музыка,1987[5].　(『指揮者の育成について：概論』ムジカ社、レニングラード、1987年)
- Мусин И., Уроки жизни: Воспоминания дирижера, СПб: Просветит.-изд. центр "ДЕАН-АДИАМ": Пушкин фонд, 1995[6]. (『人生のレッスン：指揮者の育成』プーシキン財団(DEAN-ADNAM)、サンクトペテルブルク、1995年)
- Мусин И., Язык дирижерского жеста, М: Музыка, 2006[7].(『指揮ジェスチャの言葉』ムジカ社、モスクワ、2006年)

## 関連文献
- English Translation by Oleg Proskurnya, The Techniques of Orchestral Conducting by Ilia Musin[8], Lewiston, N.Y. : The Edwin Mellen Press, 2014. ISBN 978-0-7734-0051-1
- Ennio Nicotra, Introduction to the orchestral conducting Technique in accordance with the orchestral conducting school of Ilya Musin. Book + DVD, English, Italian, German and Spanish text. Edizioni Curci Milano, Italy 2007 ISBN 978-8-8639-5061-8[9][10]